# Fingertang
Fingertang (Laminaria digitata) er en stor kraftig brunalge, der tilhører samme familie som Kombu-algen. 
Fingertang vokser ved Vestkysten og den sydlige del af Østersøen. Navnet skyldes de meget lange blade, der sidder på et lille overgangsstykke mellem stængel og blad. Fingertang findes på 1-7 meters dybde, trives i uroligt vand og vokser hurtigst mellem februar og juli. Makroalgen har en levetid på 6 - 10 år. Fingertangens biomasse består primært af kulhydrater, proteiner, fedtsyrer og har vist sig at være velegnet til produktion af foder. Sukkerstofferne i tangen gør den velegnet til fremstilling af biobrændstoffer.

## Metabolisme
Fingertang optager næringsstoffer og carbon fra vandet, både ved aktiv transport og diffusion. Algen er fotoautotrof og danner overskud af oxygen, som afgives til vandet. Nitrogen kan optages som nitrat og ammonium. I et naturligt økosystem er det typisk nitrogen, der udgør den begrænsende faktor for tangens vækst. Fosfor kan kun optages som fosfat.

## Anvendelser
Tangen har tidligere været anvendt som gødning men anvendes kun i ringe grad i dag, dog arbejdes der på at anvende tangen under rensningen af spildevand med henblik på at anvende tangen som gødning eller i produktionen af biogas. Tangen anvendes til produktion af alginsyre, der anvendes som et vegansk alternativ til gelatine. 

## Tilberedning
Algen plukkes ved den nederste del, og den kan koge med i supper og sammenkogte retter. Kogetiden er minimum 15-20 minutter. 